# ورزشگاه سامرا
ورزشگاه سامرا (به عربی: ملعب سامراء) ورزشگاهی چندکاربردی در شهر سامرا عراق می‌باشد. امروزه از آن بیشتر برای برپایی مسابقه‌های فوتبال و به عنوان ورزشگاه خانگی باشگاه فوتبال سامرا استفاده می‌شود. این ورزشگاه گنجایش ۱۰۰۰۰ نفر تماشاچی را دارد.

## منبع
مشارکت‌کنندگان ویکی‌پدیا. «Samaraa Stadium». در دانشنامهٔ ویکی‌پدیای انگلیسی، بازبینی‌شده در ۲ اردیبهشت ۱۳۹۰.